# Мургова
Мургова — река в России, течёт по территории Верхнетоемского района Архангельской области. Устье реки находится в 34 км по левому берегу реки Авнюга. Длина реки составляет 12 км.

## Данные водного реестра
По данным государственного водного реестра России, относится к Двинско-Печорскому бассейновому округу, водохозяйственный участок реки — Северная Двина от впадения реки Вычегда до впадения реки Вага, речной подбассейн реки — Северная Двина ниже места слияния Вычегды и Малой Северной Двины. Речной бассейн реки — Северная Двина.
Код объекта в государственном водном реестре — 03020300112103000026633.